# 로세티 (기업)
로세티(러시아어: Российские сети)는 모스크바에 본사를 둔 러시아 전기 공급 업체이다. 지역간 및 지역간 배전망 회사(IDGC/RDGC), 연구개발 기관, 설계 및 건설 및 판매 기관으로 구성되어 있다.
러시아의 주요 증권거래소인 모스크바 증권거래소에 상장되어 있다.